# My Dinosaur Life
My Dinosaur Life è il quarto album studio della band pop-punk statunitense Motion City Soundtrack. Il disco è stato pubblicato il 19 gennaio 2010 dall'etichetta Columbia Records. Rappresenta il primo disco con una major per i MCS, dopo aver abbandonato l'indipendente Epitaph Records. Anche quest'album, come Commit This to The Memory (2005), è stato prodotto da Mark Hoppus, voce e bassista dei blink-182. Accolto benevolmente dalla critica con buone recensioni, l'album si piazza alla posizione numero 15 della Billboard 200, vendendo all'incirca 30'000 copie nella prima settimana dall'uscita del disco.

## Singoli
Nell'ottobre 2009 il gruppo mette sul proprio sito ufficiale in free download il singolo Disappear. Il primo singolo ufficiale del disco è Her Words Destroyed My Planet, seguito da A Lifeless Ordinary (Need a Little Help).

## Tracce
Tutti i testi sono stati scritti da Justin Pierre.
1. Worker Bee - 2:25
2. A Lifeless Ordinary (Need A Little Help) - 3:23
3. Her Words Destroyed My Planet - 3:38
4. Disappear - 3:12
5. Delirium - 3:29
6. History Lesson - 2:35
7. Stand Too Close - 2:48
8. Pulp Fiction - 3:53
9. @!#?@! - 3:00
10. Hysteria - 3:05
11. Skin And Bones - 3:36
12. The Weakends - 4.48

## Formazione
- Justin Pierre - voce, chitarra ritmica
- Joshua Cain – chitarra solista, cori
- Jesse Johnson – sintetizzatore, tastiere
- Matthew Taylor – basso, cori
- Tony Thaxton – batteria, percussioni